# District de Dan Phuong
Le District de Dan Phuong  (vietnamien : Đan Phượng) est un district (quận) de Hanoï au  Viêt Nam.